# مهستي
مهستي (بالفارسية: مهستی) (16 نوفمبر 1946 في طهران، المملكة الإيرانية - 25 يونيو 2007 في سانتا روسا، كاليفورنيا، الولايات المتحدة)؛ مغنية إيرانية، اشتهرت في زمن المملكة الإيرانية في ظل الأسرة البهلوية قبل قيام نظام الجمهورية الإسلامية في العام 1979.

## وصلات خارجية
- مهستي على موقع IMDb (الإنجليزية)
- مهستي على موقع ميوزك برينز (الإنجليزية)
- مهستي على موقع ديسكوغز (الإنجليزية)
- مهستي على موقع قاعدة بيانات الفيلم (الإنجليزية)